# Удмуртское Кизеково
Удмуртское Кизеково — деревня в Алнашском районе Удмуртии, входит в Асановское сельское поселение.
Население — 121 человек (2012 г.).
Расположена в устье реки Колтымак на правом берегу Тоймы в 7 км к югу от села Алнаши, в 38 км от Можги и в 93 км к юго-западу от Ижевска. У окраины деревни проходит автодорога М7 (участок Елабуга — Ижевск). Ближайшая ж.-д. станция Алнаши (на линии Агрыз — Акбаш) находится в 6 км к востоку от деревни.

## История
На 1914 год жители деревни Вотское Кизеково Елабужского уезда Вятской губернии числились прихожанами Свято-Троицкой церкви села Алнаши.
В 1921 году, в связи с образованием Вотской автономной области, деревня передана в состав Можгинского уезда. В 1924 году при укрупнении сельсоветов деревня вошла в состав Кадиковского сельсовета Алнашской волости, а в следующем 1925 году — Кучеряновского сельсовета. В 1929 году упраздняется уездно-волостное административное деление и деревня причислена к Алнашскому району. В том же году в СССР начинается сплошная коллективизация, в процессе которой в деревне образована сельхозартель (колхоз) «имени Ленина».
- Борисов Павел Кузьмич (1876 г.р.) — кулак.
- Борисов Николай Кузьмич (1882 г.р.) — кулак.
- Борисов Алексей Павлович — член семьи кулака.
- Борисова Ирина Кирилловна — член семьи кулака.
- Борисов Владимир Павлович — член семьи кулака.
- Борисов Михаил Павлович — член семьи кулака.
- Борисова Ирина Игнатьевна (1887 г.р.) — член семьи кулака.
- Борисов Трофим Кузьмич (1891 г.р.) — член семьи кулака.
- Борисов Тимофей Николаевич (1911 г.р.) — член семьи кулака.
- Борисова Екатерина Николаевна (1933 г.р.) — член семьи кулака.

В 1932 году Вотская автономная область переименована в Удмуртскую автономную область, после этого все административные единицы и населённые пункты Удмуртии, включавшие старое название удмуртов — вотяки, были переименованы, в том числе деревня Вотское Кизеково стала деревней Удмуртское Кизеково. В 1950 году проводится укрупнение сельхозартелей, несколько соседних колхозов объединены в один колхоз «имени Ленина». В 1964 году Кучеряновский сельсовет был переименован в Байтеряковский сельсовет, а через два года в 1966 году образован Асановский сельсовет и Удмуртское Кизеково перечислено к новому сельсовету.
16 ноября Асановский сельсовет был преобразован в муниципальное образование Асановское и наделён статусом сельского поселения.

## Социальная инфраструктура
- Кизековская начальная школа — 5 учеников в 2008 году[10]
- Кизековский детский сад